# 1246. grenadirski polk (Wehrmacht)
1246. grenadirski polk (izvirno nemško 1246. Grenadier-Regiment; kratica 1246. GR) je bil pehotni polk Heera v času druge svetovne vojne.

## Zgodovina
Polk je bil ustanovljen 28. februarja 1945 v Potsdamu iz šolskih enot za obrambo Šlezije. Marca je bil preimenovan v 95. grenadirski polk.